# 鄭麗媛
鄭麗媛（韓語：정려원，1981年1月21日—），韓國女演員。於首爾出生，1992年隨父母移民到澳洲布里斯本，1999年以交換生的身份到韓國。2000年3月2日作為女子組合Chakra的成員首次亮相，2004年退出組合後轉型成為演員，2005年因演出《我叫金三順》而人氣急升，之後的《你來自哪顆星》也獲得相當不俗的收視成績。

## 演出作品

### 電視劇
| 年份   | 電視台  | 劇名                   | 角色                   | 備註                 |
| 2002年 | KBS     | 《Saxophone》          |                        |                      |
| 2002年 | SBS     | 《認真生活》           | 鄭麗媛                 |                      |
| 2003年 | MBC     | 《Argon》              | 權秀賢                 | 國防公關署合拍特別劇 |
| 2005年 | MBC     | 《再見，弗蘭西斯卡》   | 伊麗莎白               |                      |
| 2005年 | MBC     | 《我叫金三順》         | 俞熙真                 | 主演                 |
| 2005年 | MBC     | 《秋日驟雨》           | 朴妍舒                 | 主演                 |
| 2006年 | MBC     | 《你來自哪顆星》       | 李惠秀／李惠琳／金福實 | 主演                 |
| 2009年 | SBS     | 《自鳴鼓》             | 自鳴公主               | 主演                 |
| 2012年 | SBS     | 《工薪族楚漢誌》       | 白呂雉                 | 主演                 |
| 2012年 | SBS     | 《電視劇帝王》         | 李高恩                 | 主演                 |
| 2013年 | MBC     | 《Medical Top Team》   | 徐珠英                 | 主演                 |
| 2015年 | tvN     | 《沒禮貌的英愛小姐14》 | 金杏兒                 | 客串                 |
| 2015年 | tvN     | 《泡泡糖》             | 金杏兒                 | 主演                 |
| 2017年 | KBS     | 《魔女的法庭》         | 馬翌                   | 主演                 |
| 2018年 | SBS     | 《油膩的Melo》         | 段賽優                 | 主演                 |
| 2019年 | JTBC    | 《檢察官內傳》         | 車明珠                 | 主演                 |
| 2022年 | Disney+ | 《爭鋒相辯》           | 盧昔意                 | 主演                 |
| 2024年 | tvN     | 《毕业》               | 徐慧真                 | 主演                 |

### 電影
| 年份   | 片名               | 角色             | 備註     |
| 2002年 | 《緊急措施19號》   |                  | 特別出演 |
| 2004年 | 《我的B型男友》    | 寶英             |          |
| 2007年 | 《雙面女友》       | 安妮／哈妮／宥利 |          |
| 2009年 | 《荒島·愛》        | 金正妍           |          |
| 2011年 | 《與敵共寢》       | 朴雪熙           |          |
| 2011年 | 《痛症》           | 東賢             |          |
| 2012年 | 《永不結束的故事》 | 吳頌景           |          |
| 2018年 | 《Gate》           | 素恩             |          |
| 2022年 | 《坐白车的女人》   | 度景             | 主演     |

### MV
| 年份   | 歌手                           | 歌名                 | 合作藝人 |
| 2008年 | Epik High                      | 《One》              |          |
| 2010年 | GUMMY                          | 《因為是男人》       | 與金賢重 |
| 2011年 | Alex                           | 《就算想要瘋狂》     |          |
| 2015年 | Nell                           | 《第三人稱的必要性》 |          |
| 2021年 | Dear Jazz Orchestra × 鮮于貞娥 | 《Oh Tomorrow》      |          |

## 綜藝節目與主持
- 2007年：Olive《She's Olive - 郑丽媛 in London》
- 2012年：SBS演技大賞（搭档李棟旭）
- 2014年：Story on《ART STAR KOREA》MC[5]
- 2015年：On Style《住起来感觉怎么样？》[6]

## 獲獎及提名
| 年份   | 頒獎典禮                             | 獎項                        | 作品                             | 結果 |
| 2005年 | MBC演藝大賞                          | 表演／綜藝類女性優秀獎      | 《Section TV 演藝通信》          | 獲獎 |
| 2005年 | MBC演技大賞                          | 女子優秀演技獎              | 《我叫金三順》                   | 獲獎 |
| 2006年 | MBC演技大賞                          | PD獎                        | 《你來自哪顆星》                 | 獲獎 |
| 2007年 | 第28屆青龍電影獎                     | 新人女演员奖                | 《雙面女友》                     | 獲獎 |
| 2008年 | 第44屆百想藝術大賞                   | 電影部門 最佳新女演員獎     | 《雙面女友》                     | 提名 |
| 2008年 | 第2屆Mnet 20's Choice Awards         | 熱門電影女演員獎            | 《雙面女友》                     | 提名 |
| 2008年 | 第4屆亞洲新星大獎                    | 年度最佳新人獎              | 《雙面女友》                     | 獲獎 |
| 2008年 | 第1屆Style Icon Awards               | 時尚達人獎                  | 不適用                           | 獲獎 |
| 2009年 | SBS演技大賞                          | 女子連續劇優秀演技賞        | 《自鳴鼓》                       | 提名 |
| 2012年 | 第48屆百想藝術大賞                   | 電影部門 最佳新女演員獎     | 《痛症》                         | 提名 |
| 2012年 | 第6屆Mnet 20's Choice Awards         | 女子最佳電視劇明星獎        | 《工薪族楚漢誌》                 | 提名 |
| 2012年 | 第5屆韓國演技大賞                    | 最佳女演員獎                | 《工薪族楚漢誌》                 | 提名 |
| 2012年 | SBS演技大賞                          | 十大明星獎                  | 《工薪族楚漢誌》、《電視劇帝王》 | 獲獎 |
| 2012年 | SBS演技大賞                          | 迷你系列劇部門 最佳女演員   | 《工薪族楚漢誌》、《電視劇帝王》 | 獲獎 |
| 2013年 | 第2屆KOPA & Nikon Press Photo Awards | 最上鏡獎                    | 不適用                           | 獲獎 |
| 2013年 | MBC演技大賞                          | 迷你劇類最佳女演員          | 《Medical Top Team》             | 提名 |
| 2015年 | 第30屆韓國最佳著裝天鵝獎             | 演員部門女子最佳著裝獎      | 不適用                           | 獲獎 |
| 2017年 | KBS演技大賞                          | 女子最優秀演技獎            | 《魔女的法庭》                   | 獲獎 |
| 2017年 | KBS演技大賞                          | 迷你劇類最佳女演員卓越獎    | 《魔女的法庭》                   | 提名 |
| 2017年 | KBS演技大賞                          | 最佳情侶獎（與尹賢旻）      | 《魔女的法庭》                   | 獲獎 |
| 2018年 | 第6屆APAN Star Awards                | 中篇電視劇 女子最優秀演技賞 | 《魔女的法庭》                   | 提名 |
| 2018年 | 第6屆Soompi Awards                   | 年度女演員獎                | 《魔女的法庭》                   | 提名 |
| 2018年 | SBS演技大賞                          | 月火劇部門 女子最優秀演技賞 | 《油膩的Melo》                   | 提名 |
| 2021年 | 第7屆APAN Star Awards                | IDOL Champ人氣女演員獎      | 《檢察官內傳》                   | 提名 |
| 2022年 | 第26届富川国际奇幻电影节             | 韩国奇幻演员奖              | 《坐白车的女人》                 | 獲獎 |
| 2023年 | 第2屆青龍系列大獎                    | 女主角賞                    | 《爭鋒相辯》                     | 提名 |
| 2024年 | 第15屆韓國電視劇節                   | 女子最優秀演技獎            | 《畢業》                         | 獲獎 |

## 外部連結
- 鄭麗媛的Instagram帳戶
- 鄭麗媛的X（前Twitter）
- 鄭麗媛在NAVER上的资料
- 鄭麗媛在互联网电影资料库（IMDb）上的資料（英文）